# Berhida
Berhida is een plaats (város) en gemeente in het Hongaarse comitaat Veszprém. Berhida telt 5968 inwoners (2001).